# Ejército de Liberación Nacional (Costa Rica)
El Ejército de Liberación Nacional, también conocido como Movimiento de Liberación Nacional, fue el nombre adquirido por un grupo guerrillero y paramilitar de Costa Rica que se rebeló en 1948 contra el gobierno del presidente Teodoro Picado Michalski (Partido Republicano Nacional), al que se acusó de fraude electoral, y que fue uno de los dos bandos de la Guerra Civil de Costa Rica de ese año así como el predecesor del Partido Liberación Nacional.

## Antecedentes
Durante las postrimerías de la década de los años 1930 y principios de los 40 se realiza en Costa Rica una insólita alianza entre el presidente Rafael Ángel Calderón Guardia, líder del democristiano Partido Republicano Nacional, Manuel Mora Valverde, diputado y líder del Partido Comunista Costarricense y monseñor Víctor Sanabria Martínez, arzobispo costarricense y líder de la Iglesia católica en aras de realizar una reforma social conocida como las Garantías Sociales, que incluía la creación de la primera universidad pública; la Universidad de Costa Rica, la Caja Costarricense del Seguro Social para la universalización de servicios de salud y de pensiones, y el Código de Trabajo, entre otras cosas. Dichas reformas promovidas por las bancadas republicana y comunista en coalición, molestaron a sectores importantes de la oligarquía nacional, incluyendo a los hacendados cafetaleros y otros grupos conservadores aglutinados principalmente en el Partido Unión Nacional, que, aunados a acusación de fraude electoral y de represión política por parte del gobierno calderonista engrosaron las filas opositoras con intelectuales, estudiantes, liberales y socialdemócratas (como los miembros del Partido Demócrata de Costa Rica opositor del Partido Republicano). 
En ese sentido, este grupo oligárquico deseaba con fervor abolir las garantías sociales, por lo cual, para las elecciones de 1948 este movimiento estaba determinado a tomar el poder, ya fuera mediante victoria electoral, fraude electoral o mediante las armas, para lo cual de forma clandestina se fue abasteciendo de armamento militar, realizaban atentados contra funcionarios del cuerpo policial y militar y preparaba planes de guerra, de forma tal que se encontraran listos para iniciar la guerra en caso de perder las elecciones. 
Finalmente, tras las elecciones de 1948 en que comunistas y calderonistas ganaron mayoría en el Congreso, pero las elecciones presidenciales fueron adulteradas mediante la quema de las papeletas que se custodiaban en el Colegio de Señoritas y que correspondían a las de los electores del sur de San José, zona que apoyaba ampliamente a Calderón Guardia. Con la eliminación de estas papeletas las cifras favorecían al candidato del Partido Unión Nacional, Otilio Ulate Blanco, por lo que el Congreso procedió a anular las elecciones presidenciales.
Al verse frustrados los planes de llegar al poder mediante la vía electoral o el fraude, el grupo de Liberación Nacional procedió a poner en marcha su movimiento guerrillero poniendo como excusa para legitimar su actos la anulación de las elecciones que ellos mismos habían adulterado.

## Guerra civil
El movimiento estaba liderado y comandado por José Figueres Ferrer, miembro del Partido Socialdemócrata (fusión en 1944 del liberal Partido Demócrata de Costa Rica y del socialdemócrata Centro de estudios de los problemas nacionales) e incluía a grandes oligarcas y hacendados (principalmente representados por el Partido Unión Nacional de tendencia conservadora), así como intelectuales, estudiantes, a la famosa Legión del Caribe, y es posible que la Inteligencia de los Estados Unidos de América también lo permitiera, pues veía con malos ojos la alianza del gobierno republicano con los comunistas una vez pasada la Segunda Guerra Mundial y la alianza antifascista.
El Movimiento de Liberación Nacional ganaría finalmente la Guerra Civil, obteniendo el poder y desterrando a los líderes políticos perdedores (el comunismo y el calderonismo quedarían prohibidos por muchos años y sus líderes exiliados). 
Sin embargo, después del Pacto de Ochomogo José Figueres Ferrer y Manuel Mora Valverde con el Presbítero Benjamín Núñez de testigo, se acuerdan respetar las Garantías Sociales conseguidas en 1943. Así se consolidará el Estado Social de Derecho y su institucionalidad. 
José Figueres Ferrer asumiría la Presidencia interina por dos años como Jefe de la Junta Fundadora de la Segunda República, misma que convocó a la Asamblea Nacional Constituyente que redactó al año siguiente la Constitución Política de Costa Rica de 1949 aún vigente. El partido que obtuvo la mayor cantidad de diputados para dicha asamblea fue el Partido Unión Nacional, sin embargo se respetó el Capítulo de las Garantías Sociales de 1943. También se incorporaron muchas ideas Socialdemócratas a la Segunda República. 
Posteriormente, Figueres Ferrer entregaría el poder a un civil, a Otilio Ulate Blanco, a quien fue declarado como legítimo ganador de las elecciones presidenciales de 1948.
Gracias a las negociaciones entre Figueres Ferrer y el líder comunista Manuel Mora Valverde antes de finalizada la Guerra, se acordó que Figueres no daría marcha atrás con las Garantías Sociales y otras reformas populares realizadas durante la presidencia de Calderón (como pretendían los conservadores), lo cual efectivamente se cumplió y Figueres no abolió el Código de Trabajo, la Seguridad Social ni demás reformas sociales.
De hecho, el propio Figueres realizó algunas reformas de tipos socialista como la estatización de la Banca privada, la aprobación de un impuesto al gran capital financiero, la creación del Instituto Costarricense de Electricidad que universalizaba el servicio energético, la abolición de cualquier segregación racial con la población migrante Afrodescendiente de Jamaica y el Caribe, y la aprobación del sufragio femenino.

## Armamento
Durante la Guerra Civil de 1948, el ELN utilizó diversos armamentos, como por ejemplo: rifles como el Mauser 98, el M1 Garand, y la Carabina M1, ametralladoras como la SIG KE7, la BAR, y la Lewis, además de subametralladoras M3, MP40 y M50 Reising. Estaban apoyados por tierra por medio de tanques y blindados hechizos para sus unidades mecanizadas, además de contar con apoyo aéreo de varios aviones DC3 para ejecutar bombardeos.

## Años posteriores
En 1951 se funda el Partido Liberación Nacional por parte de José Figueres Ferrer, Francisco José Orlich Bolmarcich, Luis Alberto Monge, Alberto Cañas Escalante y otras figuras que formaban parte del antecesor Partido Social Demócrata. El nombre del partido hace alusión directa al Ejército de Liberación Nacional que ganó la guerra y desde entonces se conoció a esta tendencia política como liberacionismo que junto al calderonismo y al comunismo a la tica representan las más importantes tendencias tradicionales de la política costarricense. 
Posteriormente, los aliados del Partido Liberación Nacional durante la Guerra Civil, como el Partido Unión Nacional, se convirtieron en sus opositores e incluso se aliaron con sus antiguos rivales del calderonismo conformando candidaturas conservadoras en oposición a la socialdemocracia liberacionista como fue el caso de Mario Echandi Jiménez y José Joaquín Trejos Fernández (que tenían apoyo de Calderón pero pertenecían al Partido Unión Nacional) y eventualmente a partir de 1983 con la creación del Partido Unidad Social Cristiana, el liberacionismo y el calderonismo generaron un sistema bipartidista en el cual oscilarían en el poder y que se mantendría hasta su caída en el 2002.